# Eidskog
Eidskog è un comune norvegese della contea di Innlandet.